# Hematoquèzia
Tant l'hematoquèzia (del grec αἷμα ("sang") i χέζειν ("defecar")) com la rectorràgia és el pas de la sang fresca a través de l'anus, generalment juntament o barrejada amb la femta (és per tant diferent d'una melena). L'hematoquèzia està habitualment associat amb una hemorràgia digestiva baixa, però també pot ocórrer per una hemorràgia digestiva alta quan el trànsit és ràpid. La diferència entre hematoquèzia i rectorràgia és que en el primer cas el sagnat està associat amb la defecació; en canvi, en la rectorràgia s'associa amb l'expulsió de sang fresca vermella i brillant sense excrements.